# Alte Brücke (Sarrebruck)
Pour les articles homonymes, voir Alte Brücke.
Alte Brücke est un pont sur la Sarre à Sarrebruck.
Il a un longueur de 200 m pour une largeur de 7 m.

## Galerie

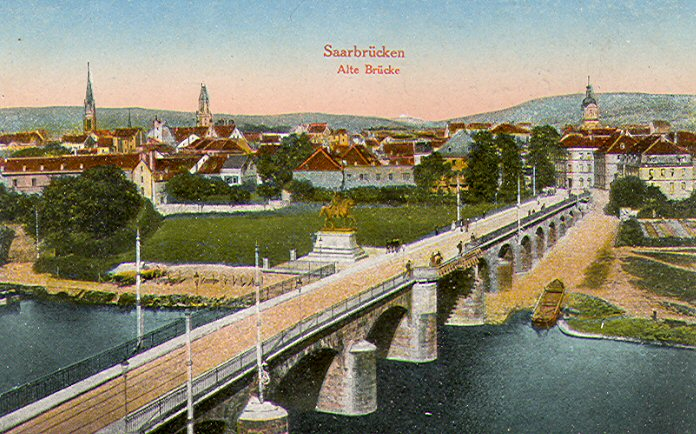
Carte postale ancienne.
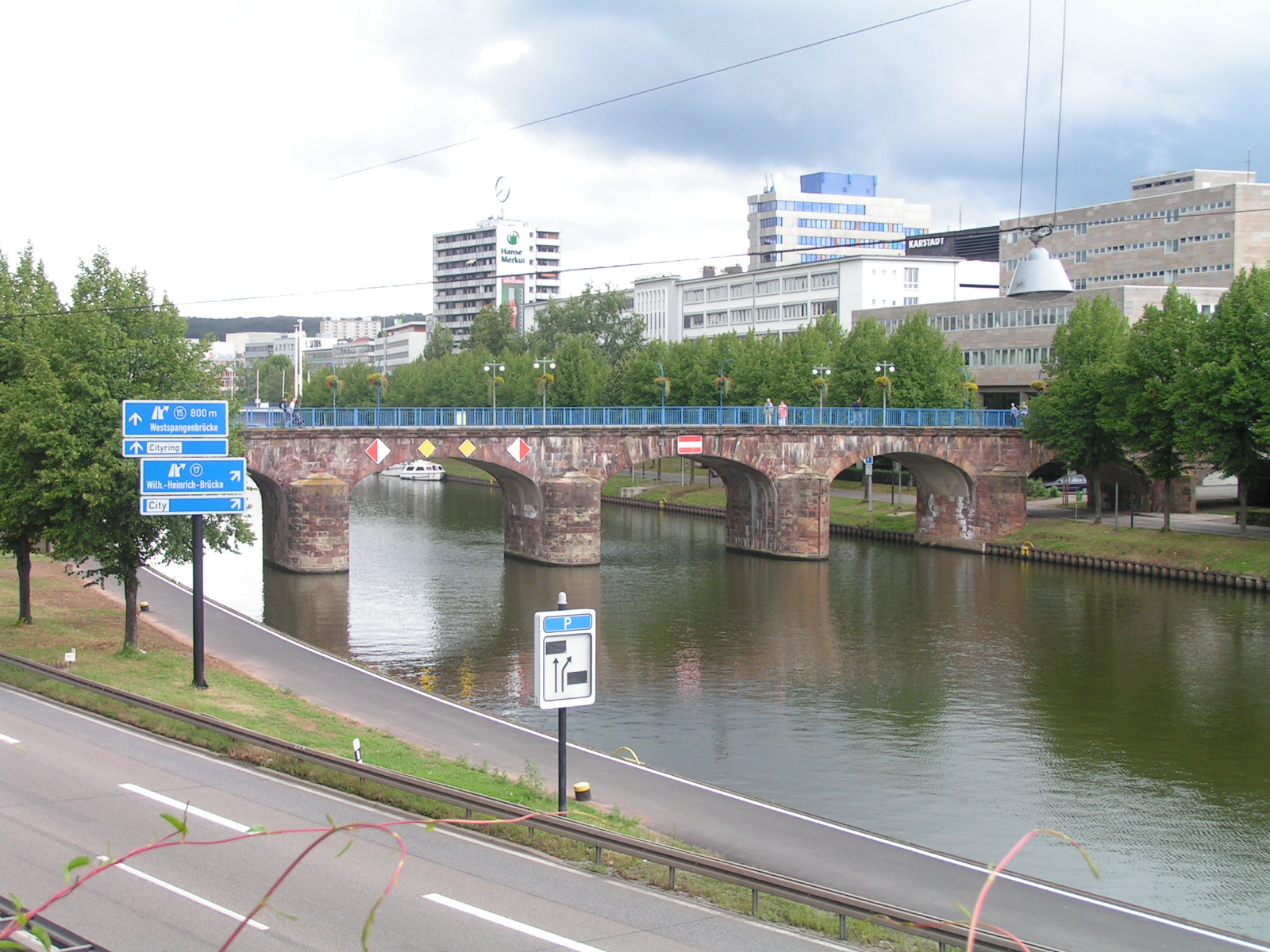
Autre vue du pont.